# 井寺古墳
井寺古墳（日语：／ Iderakofun/Iterakofun）是位於日本熊本縣上益城郡嘉島町大字井手的一座圓墳，為裝飾古墳，日本國史跡。

## 概要
古墳位處熊本縣中部，熊本市中心的東南方向的丘陵，其北方是浮島神社。安政4年（1857年），由於地震，原本的墳丘崩塌，露出了部分石室被發現。
古墳屬圓墳，直徑14米，高6.5米，墳丘表面有葺石，主體部分的墓室是橫穴式石室，露出的部分朝西南偏南。由於石室有被稱為「直弧文」的裝飾模樣，加上其石室的形式推斷，古墳可能建於古墳時代中後期（5世紀後期至6世紀初期）。1901年至1902年左右，有人盜墓。1916年至1917年，對古墳與其他位於熊本縣的裝飾古墳一同展開了實地調查。
1921年，古墳域獲指定為日本國史跡。1982年，對墳丘展開了調査。在2016年熊本地震中，古墳與釜尾古墳等位於熊本縣的古墳均被震損，發生了例如墳丘產生裂痕等的情況。

## 墓室
墓室形態為橫穴式石室，石室則由阿蘇山的凝灰岩所製。石室的規模如下。
- 玄室（日语：玄室）
  - 長：2.94米
  - 闊：2.47米
  - 高：3.08米
- 羨道（日语：羨道）
  - 長：1.08米
  - 闊：0.56米

石室內的石障和羨道等有裝飾圖案，這些圖案由幾何學般的直線和曲線所組成，稱為「直弧文」，顏色分別為紅、白、藍和綠。
原本石室盡頭的牆壁附近有鏡和直刀等文物，左右兩旁則有人骨。可是，後來遭人盜墓，大量文物不知所終，只有4把鐵刀（直刀）流傳至今，並且藏於熊本市立熊本博物館。熊本縣立美術館則展示了古墳的複製石室模型。

## 文物

### 日本國史跡
- 井寺古墳—1921年3月3日指定[4]。

## 外部連結
- 井寺古墳
- 井寺古墳